# Astragalus atropilosulus
Astragalus atropilosulus es una especie de planta herbácea perteneciente a la familia de las leguminosas. Es originaria del África y Oriente Próximo.

## Descripción
Es una planta herbácea perennifolia, o tal vez, a veces, bienal o subarbusto que alcanza 0,5-1 (-2) m de alto; los tallos a menudo numerosos, erectos o ascendentes, de 1,5-12 mm de diámetro.

## Ecología
Se encuentra en los pastizales, sobre todo cuando están trastornados, cultivos abandonados, márgenes de bosques y matorrales, en las riberas de los ríos; en la parte más abierta de los bosques de bambú, matorrales, roquedos, en pastizales  con árboles dispersos, junto a Loudetia arundinacea, a veces en montículos de termitas, etc ..

## Distribución y hábitat
Se encuentra en Yemen, Arabia Saudita, Burundi, Etiopía, Kenia, Malaui, Ruanda, Somalia, Sudáfrica, Sudán, Tanzania                                                                                                 , Uganda, Zaire, Zambia, Zimbabue.

## Taxonomía
Astragalus atropilosulus fue descrita por (Hochst.) Bunge y publicado en Mémoires de l'Académie Impériale des Sciences de Saint Pétersbourg, Septième Série (Sér. 7) 15(1): 4. 1869.
Etimología
Astragalus: nombre genérico derivado del griego clásico άστράγαλος y luego del Latín astrăgălus aplicado ya en la antigüedad, entre otras cosas, a algunas plantas de la familia Fabaceae, debido a la forma cúbica de sus semillas parecidas a un hueso del pie.
atropilosulus: epíteto latino  que significa "oscuro y poco peludo".
Sinonimia
- Astragalus atropilosulus var. atropilosulus
- Diplotheca atropilosula Hochst.
- Astragalus atropilosulus subsp. atropilosulus
- Astragalus venosus Hochst. ex A.Rich. (1847)[6]